# Botermolen (Herne)
De botermolen is een tredmolen in de Vlaams-Brabantse plaats Herne, gelegen aan de Lindestraat 6.
De aan de buitenzijde van de wand van een boerderij bevestigde verticale tredmolen werd gebruikt om boter te karnen met behulp van een hond. Het geheel houten rad heeft een diameter van 3 meter en staat onder een afdak. De molen zou omstreeks 1900 zijn gebouwd en kende een gietijzeren tandwieloverbrenging.